# North Berks Football League
North Berks Football League là một giải đấu bóng đá Anh thành lập năm 1908. Giải đấu có 5 hạng đấu, cao nhất là Division One, nằm ở Cấp độ 12 trong Hệ thống các giải bóng đá ở Anh. Đa số các câu lạc bộ có trụ sở tại Oxfordshire nhưng hầu hết nằm ở rìa hạt Berkshire.
Đội đứng nhất Division One có quyền thăng hạng Oxfordshire Senior League Division One. Kể từ mùa giải 2014–15, có 12 câu lạc bộ thi đấu ở Division One.

## Các câu lạc bộ mùa giải 2015–16

### Division One
- Abingdon Town
- Berinsfield
- Crowmarsh Gifford
- Dorchester
- Drayton
- East Hendred
- Faringdon Town
- Kintbury Rangers
- Lambourn Sports
- Long Wittenham Athletic
- Saxton Rovers
- Wallingford Town

### Division Two
- Burghclere
- Faringdon Town Dự bị
- Hanney United
- Kintbury Rangers Dự bị
- Marcham
- Stanford-in-the-Vale
- Steventon
- Sutton Courtenay
- Turnpike Sports
- Watlington Town
- Westminster

### Division Three
- Benson Lions
- Compton
- Dorchester Dự bị
- Grove Rangers
- Harwell Village
- Hungerford Town Swifts
- Newbury Dự bị
- North Oxford
- Saxton Rovers Dự bị
- Uffington United
- Union Street

### Division Four
- Abingdon Town Dự bị
- Berinsfield Dự bị
- Blewbury
- Drayton Dự bị
- East Hendred Dự bị
- Faringdon Town 'A'
- Hagbourne United
- Kennington Athletic
- Lambourn Sports Dự bị
- Long Wittenham Athletic Dự bị
- Stanford-in-the-Vale Dự bị
- Wallingford Town Dự bị

### Division Five
- Burghclere Dự bị
- Didcot Eagles
- Grove Rangers Dự bị
- Hagbourne United Dự bị
- Hanney Club
- Hungerford Town Swifts Dự bị
- Marcham Dự bị
- North Oxford Dự bị
- Steventon Dự bị
- Sutton Courtenay Dự bị
- Uffington United Dự bị
- Wallingford Town 'A'
- Watlington Town Dự bị

## Danh sách đội vô địch từ năm 1970
| Mùa giải  | Vô địch Division One |
| --------- | -------------------- |
| 1970–71   | Harwell Village      |
| 1971–72   | Buckland             |
| 1972–73   | Great Shefford       |
| 1973–74   | Bampton              |
| 1974–75   | Buckland             |
| 1975–76   | Buckland             |
| 1976–77   | Buckland             |
| 1977–78   | Kintbury Rangers     |
| 1978–79   | Faringdon Town       |
| 1979–80   | Harwell Village      |
| 1980–81   | Woodcote             |
| 1981–82   | Kintbury Rangers     |
| 1982–83   | Berinsfield          |
| 1983–84   | Childrey United      |
| 1984–85   | Saxton Rovers        |
| 1985–86   | Milton United        |
| 1986–87   | Saxton Rovers        |
| 1987–88   | Milton United        |
| 1988–89   | Milton United        |
| 1989–90   | Letcombe             |
| 1990–91   | Saxton Rovers        |
| 1991–92   | Saxton Rovers        |
| 1992–93   | Harwell Village      |
| 1993–94   | Saxton Rovers        |
| 1994–95   | Harwell Village      |
| 1995–96   | Saxton Rovers        |
| 1996–97   | Drayton              |
| 1997–98   | Shrivenham           |
| 1998–99   | Saxton Rovers        |
| 1999–2000 | Saxton Rovers        |
| 2000–01   | Shrivenham           |
| 2001–02   | Kintbury Rangers     |
| 2002–03   | Kintbury Rangers     |
| 2003–04   | Kintbury Rangers     |
| 2004–05   | Drayton              |
| 2005–06   | Lambourn Sports      |
| 2006–07   | Ardington & Lockinge |
| 2007–08   | Lambourn Sports      |
| 2008–09   | Saxton Rovers        |
| 2009–10   | Saxton Rovers        |
| 2010–11   | Lambourn Sports      |
| 2011–12   | Crowmarsh Gifford    |
| 2012–13   | Saxton Rovers        |
| 2013–14   | Kintbury Rangers     |
| 2014–15   | Berinsfield          |